# Decimiana bolivari
Decimiana bolivari es una especie de mantis de la familia Acanthopidae.

## Distribución geográfica
Se encuentra en Sudamérica.